# خوان كارلوس سالازار غوميز
خوان كارلوس سالازار غوميز هو الأمين العام لمنظمة الطيران المدني الدولي (إيكاو).  منذ أيار/مايو 2018، وكان قبل ذلك مدير هيئة الطيران المدني الكولومبية، وهو منصب تُعيّنه الرئاسة الكولمبية. 